# Gabino Pampini
Gabino Lazo Espinosa (Ciudad de Panamá, 19 de julio de 1949), conocido artísticamente como Gabino Pampini, es un cantante  panameño del género salsa. Con una trayectoria extendida por toda Latinoamérica, es conocido por interpretar las canciones «A nuestro modo» (1988) y «Cuerpo de guitarra» (1988) durante su época como vocalista de la Orquesta Fuerza Noble, y también por su último éxito «Mi vecina» (1998) con Grupo Galé. Fue colaborador del grupo The Latin Brothers, donde interpretó temas como «La cárcel» y «Llueve» (1984). También fue integrante de otros grupos tales como Fruko y sus Tesos y Orquesta Caribú.

## Biografía

### Primeros años
Gabino Lazo Espinosa nació en Ciudad de Panamá, el 19 de julio de 1949, hijo de Sócrates Lazo, de nacionalidad nicaragüense y Blasina Espinosa, mujer panameña. Desde pequeño, Pampini se dedicó al canto en la escuela y en reuniones familiares, junto a algunos de sus familiares, que también tenían aspiraciones musicales. Sus inicios musicales se dieron en una orquesta en la provincia de Colón, en la que originalmente estaría su hermano mayor, también llamado Sócrates, pero por una ausencia, Gabino ofreció una audición en la que finalmente fue seleccionado para participar en esta.
Su hija, Margarita Lazo (nacida en 1994), se dedica al arte y es fruto de su relación con una mujer peruana que conoció durante una gira a este país.

## Carrera profesional
En 1972, grabó su primer disco «La luna y el toro» producido por Rodrigo Escobar Tamayo. En ese momento, era miembro del grupo Combo Impacto. Pampini fue miembro de otros grupos como Mozambique y Cofradía. Para probar suerte, Pampini viajó a Costa Rica, donde fue vocalista de la Orquesta Caribú por varios años, con la cual pudo viajar a Nueva York en 1982, y grabó tres álbumes bajo el sello del productor Hernán Gutiérrez.
De su primer trabajo con Gutiérrez, salieron sencillos como «Gotitas de amor» y «Gracias te damos», lanzados originalmente en 1984. De los siguientes álbumes, destacaron ciertas canciones tales como «Pueblito viejo», «Grito vagabundo» y «Cinco pa' las doce», esta última que en la versión salsa grabada por Pampini se volvió un clásico por excelencia en las celebraciones de Año Nuevo en Perú.
Tras el fallecimiento de Gutiérrez, Pampini abandonó la agrupación y se unió a la orquesta Fuerza Noble, dirigida por Ricardo Lance y Santos Vizcaíno. Durante su trayectoria en este grupo, grabó sus temas más reconocidos, «A nuestro modo» y «Cuerpo de guitarra» con los coros de Yolanda Rivera y escritos por Eduardo Justavino y Leandro Guevara.
En el apogeo de su carrera y el fin de la orquesta, se trasladó a Colombia y fue miembro del Grupo Galé durante un tiempo, con el cual grabó uno de sus mayores éxitos, «Mi vecina» en 1998. Grabó otros temas como «Despídete», que no obtuvieron el éxito esperado.
Desde principios de los 90, Gabino Pampini reside en Medellín, donde también ha sido brevemente integrante en aclamadas orquestas como The Latin Brothers y Fruko y sus Tesos, donde cultivó amistades con Joe Arroyo, Wilson Manyoma, Piper Pimienta, entre otros. También ha grabado dúos con artistas panameños como Roberto Blades.
Se ha presentado internacionalmente en eventos tales como el Festival de Orquestas de Barranquilla, Festival Hoogstraen en Bélgica, Festival de las Flores en Medellín y otros eventos entre Centroamérica y Sudamérica. Ha sido galardonado con premios como el Búho de Oro en su natal Panamá, varios Discos de Oro en Colombia, Ecuador y Perú, además de ser declarado como el mejor intérprete de salsa en Tenerife, España en 1989.

## Discografía
Algunas canciones grabadas por Gabino Pampini:
- La luna y el toro (1972)
- La cárcel (1984)
- Llueve (1984)
- Gotitas de amor (1984)
- Gracias te damos (1984)
- Pueblito viejo (1984)
- Grito vagabundo (1985)
- Cinco pa las doce (1985)
- A nuestro modo (1988)
- Cuerpo de guitarra (1988)
- Mi vecina (1998)
- Te olvidé
- La media vuelta
- Amor secreto
- El huerfanito